# I Lost My Star
I Lost My Star (укр. «Я загубив свою зірку») — ексклюзивний сингл, виданий в 2009 році тільки в Росії. Головний трек був написаний Тіло Вольфом під враженням після відвідування міста Краснодар, в якому гурт вперше виступив в 2008 році. Спеціально для шанувальників із Росії на цьому синглі є версія головного треку з приспівом російською.

## Список композицій
| #  | Назва                                           | Автор      | Тривалість |
| -- | ----------------------------------------------- | ---------- | ---------- |
| 1. | «I Lost My Star In Krasnodar» (Russian Version) | Тіло Вольф | 5:51       |
| 2. | «I Lost My Star In Krasnodar» (Album Version)   | Тіло Вольф | 5:36       |
| 3. | «The Last Millenium»                            | Тіло Вольф | 5:29       |
| 4. | «Siehst Du Mich Im Licht?» (Live)               | Тіло Вольф | 5:24       |
| 5. | «Impressions» (Multimedia track)                | Тіло Вольф | 2:48       |